# Brüntorf
Brüntorf ist ein Ortsteil der Stadt Lemgo im Kreis Lippe in Nordrhein-Westfalen. 

## Geschichte

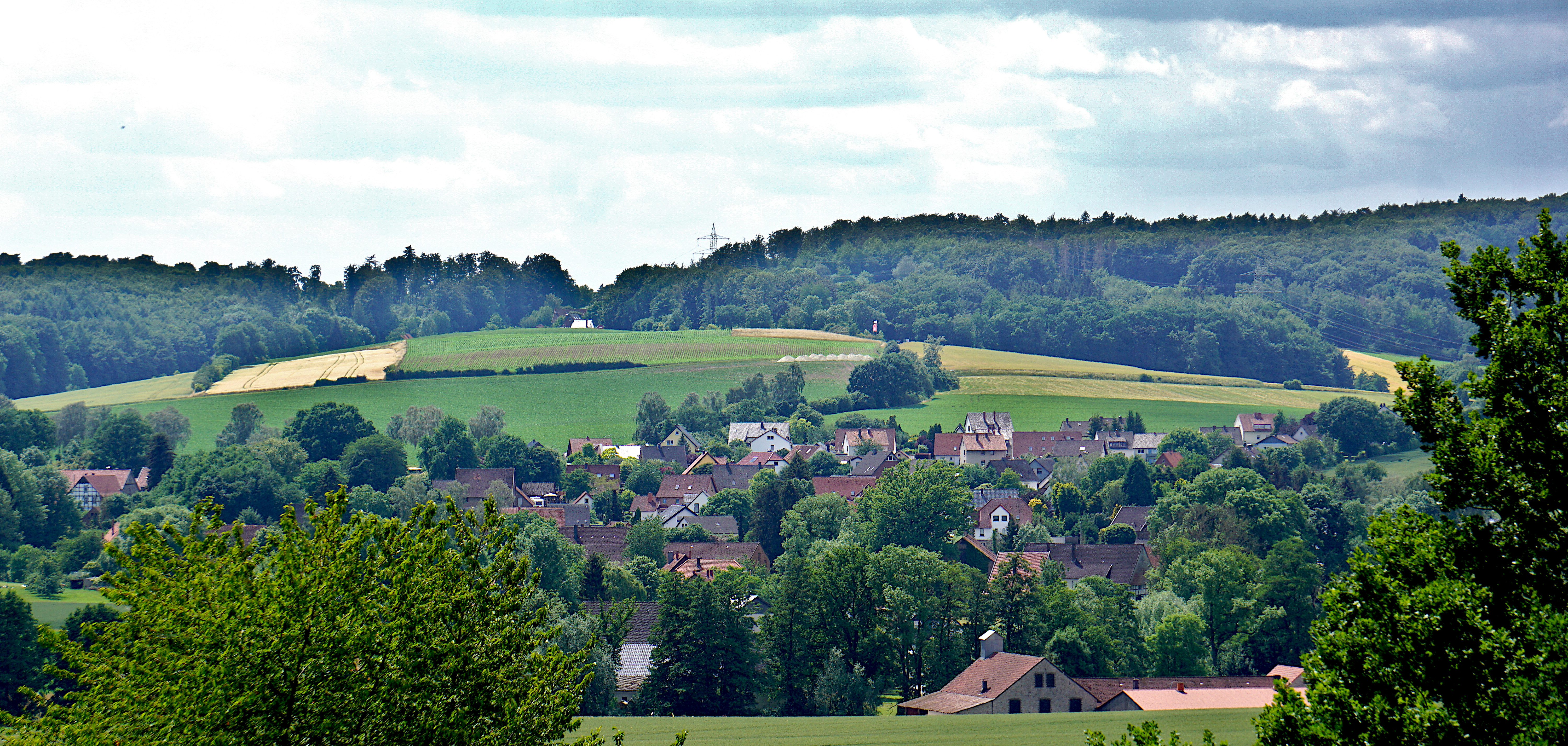
Brüntorf vom Osten aus gesehen

Brüntorf gilt als eine der ältesten Siedlungen in Lippe. Der Ort wurde als Brunincthorp erstmals in einer Urkunde von 1014 erwähnt, die auf ein Gut des Paderborner Bischofs Meinwerk (1009–1036) hinweist. Im Verlauf eines Erbstreits 1011 wurde Thietmar, der jüngere Bruder des Sachsenherzogs Bernhard Billung, vom Bischof zu einer Buße von dreißig Talenten Silber verurteilt. Thietmar musste deshalb das in seinem Besitz befindliche Gut Brunincthorp mit allem Zubehör an Bischof Meinwerk überschreiben, der es vermutlich an die Äbtissin Godesti von Herford, Thietmars Schwester, weitergegeben hat. In Dokumenten vom Ende des 12. Jahrhunderts wird erstmals die Bezeichnung Bruninctorp im Amte Varenholt erwähnt.
Aus dem Jahr 1439 stammen Aufzeichnungen, die den Knappen Heinrich Ledebur als Besitzer von Häusern, Kotten und Mühlen ausweisen. Um 1614 gab es im Dorf Brüntorf 4 Vollspänner, 6 Halbspänner, 3 Großkötter, 3 Mittelkötter und 5 Kleinkötter, deren Namen allesamt überliefert sind. Der Kleinkötter Henrich Amedingh zum Beispiel war Leibeigener, der zum Haus Varenholz gehörte, sich also im Besitz des Landesherrn von Lippe befand. Leibeigene durften den Hof nicht verlassen und nicht ohne die Genehmigung ihres Leibherren heiraten. Außerdem waren sie zu zahlreichen persönlichen Dienstleistungen, wie Fron- und Herrendiensten, verpflichtet.
Jeder Dorfbewohner oder Kolon musste Abgaben leisten, deren Höhe sich nach der Größe und Leistungsfähigkeit des Hofes richteten. Viele Höfe gehörten Adligen oder reichen Lemgoer Bürgern, so dass an diese die grund- oder leibherrliche Abgaben zu erbringen waren. Es war möglich, sich von der Leibeigenschaft oder bestimmten Dienstpflichten freizukaufen. So waren um 1790 die Bauern Kracht, Kehde, Ernst Meier und Ernst Mencke in Brüntrup leibfrei. Die Leibeigenschaft wurde durch ein Gesetz von Fürstin Pauline mit Wirkung vom 1. Januar 1809 aufgehoben, die Hand- und Spanndienste, sowie Geld- und Naturalabgaben blieben allerdings bestehen und wurden erst 1832 bzw. 1838 abgelöst.
Der Menkenhof war bis 1918 Lehen des Fürsten zur Lippe. Nach dessen Abdankung erwarb Ernst Menke das Eigentumsrecht durch Zahlung einer Ablösesumme an das Land Lippe. Ein weiteres großes Anwesen war das Gut zu Brüntrup, dessen Herrenhaus etwa 100 Meter vom Menkenhof entfernt auf dem Junkernkampe lag. Der letzte Besitzer war der Junker von May. Nach seinem Tod fiel das Gut an den Menkenhof, der damit zum größten Hof in Brüntorf wurde.
Bis zur Eingemeindung nach Lemgo gemäß dem Lemgo-Gesetz am 1. Januar 1969 war Brüntorf eine selbstständige Gemeinde im Kreis Lemgo. Dieser wurde zum 1. Januar 1973 mit dem Kreis Detmold zum neuen Kreis Lippe zusammengeschlossen. 
Die Bürger feierten im Jahr 2014 das 1000-jährige Bestehen Brüntorfs.
Einziger Verein im Ort ist der Rad- und Wanderverein Brüntorf.

### Einwohnerentwicklung
| Jahr      | 1860 | 1939 | 1962 |
| Einwohner | 464  | 437  | 527  |
| --------- | ---- | ---- | ---- |